# Glypta pettitanae
Glypta pettitanae là một loài tò vò trong họ Ichneumonidae.